# Nelson K. Hopkins
Nelson Kerr Hopkins (* 2. März 1816 in Williamsville, New York; † 2. März 1904) war ein US-amerikanischer Jurist und Politiker (Republikanische Partei).

## Werdegang
Nelson Kerr Hopkins, Sohn von Nancy Ann Kerr († 1848) und General Timothy Soveral Hopkins (* 1777), wurde 1816 im Erie County geboren. Hopkins besuchte die Fredonia Academy und das Genesee Wesleyan Seminary in Vorbereitung für das College. 1841 graduierte er am Union College in Schenectady (New York), wo er der Phi Beta Kappa (Honor Society) angehörte und dort Mitglied der Kappa Alpha Society wurde. Seine Studienzeit war von der Wirtschaftskrise von 1837 überschattet und die Folgejahre vom Mexikanisch-Amerikanischen Krieg. Er heiratete Louise A. Pratt.
1856 wurde er ein Alderman in Buffalo (New York) und 1865 Präsident im Common Council von Buffalo. Er wurde dann 1867 Collector of Internal Revenue für den 30. Bezirk von New York. Bei den Wahlen von 1871 wurde er zum New York State Comptroller gewählt und 1873 wiedergewählt. Er bekleidete den Posten von 1872 bis 1875.